# Narope piccata
Narope piccata är en fjärilsart som beskrevs av Hans Ferdinand Emil Julius Stichel 1916. Narope piccata ingår i släktet Narope och familjen praktfjärilar. Inga underarter finns listade i Catalogue of Life.